# Вікторов Григорій Володимирович
Григорій Володимирович Вікторов (1858 — 19 серпня 1917, Одеса, Україна) — російський офіцер і громадський діяч, член IV Державної думи від Херсонської губернії.

## Біографія
Походив із спадкових дворян Херсонської губернії. Землевласник Єлисаветградського та Олександрійського повітів (1086 десятин ), домовласник (два будинки в Одесі).
Закінчив Миколаївське кавалерійське училище, звідки був випущений офіцером у Драгунський лейб-гвардії полк.
Вийшовши у запас, зайнявся сільським господарством та громадською діяльністю. Був Місцевим мировим суддею. Обирався голосним Єлисаветградського та Олександрійського повітових та Херсонського губернських земських зборів, почесним мировим суддею, головою Єлисаветградської повітової земської управи (на два триріччя) та депутатом від дворянства Олександрійського повіту (на три триліття).
Сім років служив земським начальником. Складався почесним опікуном та головою правління Єлисаветградського земського реального училища, а також головою опікунської ради жіночої гімназії. Дослужився до чину статського радника.
Був виборщиком у всі скликання Державної думи Єлисаветградським повітом від з'їзду землевласників.
23 вересня 1913 року на додаткових виборах від загального складу виборщиків Херсонських губернських виборчих зборів було обрано на місце І. А. Ковальова. Належав до фракції "Союзу 17 жовтня". Був членом наступних комісій: за виконанням державного розпису доходів і витрат; по рибальству; за запитами; про народне здоров'я; продовольчу; за направленням законодавчих припущень. Входив до Прогресивного блоку.
З початком Першої світової війни брав активну участь у роботі Російського товариства Червоного Хреста, став головноуповноваженим на Західному фронті з влаштування біженців, неодноразово виїжджав на фронт.
Наприкінці вересня 1915 року залишив роботу у Червоному Хресті у зв'язку з перевтомою. У лютому 1916 р. був у санаторії для нервових хворих в Одесі, лікувався від наслідків крововиливу в мозок, що призвів до лівостороннього паралічу.
Після Лютневої революції продовжував лікування в Одесі у клініці Червоного Хреста, а потім Головне управління ЧХ надало Вікторову безкоштовне лікування у П'ятигорську.
Був одружений, мав дочку. Помер в Одесі 19 серпня 1917, похований на 2-му Одеському Християнському цвинтарі.

## Архіви
1. ↑  Державний архів Одеської Області. - Ф.37. - Оп.13. - Спр.1155. - Арк. 336 об.-337